# 阿基阿基環礁

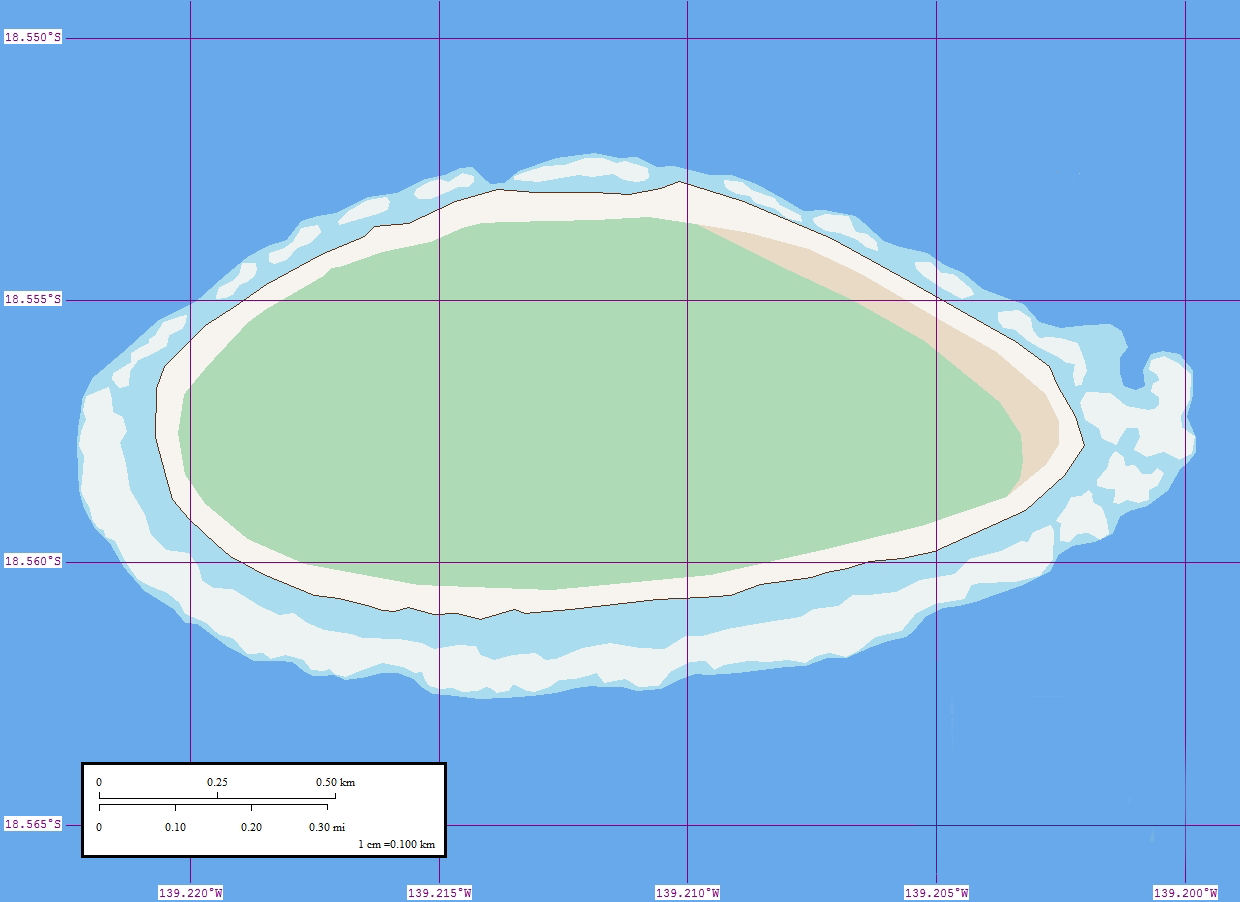

阿基阿基環礁（Akiaki）是南太平洋法屬波利尼西亞的環礁，屬於土阿莫土群島的一部分，位於瓦希塔希環礁東南41公里，由努库塔瓦克市镇管辖，長2公里、寬1公里，面積1.4平方公里，島上無人居住。

## 外部連結
- （页面存档备份，存于）
- James Cook
- History （页面存档备份，存于）
- Akiaki Seamount （页面存档备份，存于）
- （页面存档备份，存于）
- List of atolls (in French) （页面存档备份，存于）

18°33′S 139°13′W / 18.550°S 139.217°W